# Павловка (Рыльский район)
Па́вловка — деревня в Рыльском районе Курской области. Входит в Дуровский сельсовет.

## География
Деревня находится в бассейне Каменки, в 118 км западнее Курска, в 12 км к юго-западу от районного центра — города Рыльск, в 1,5 км от центра сельсовета  — Дурово.
Климат
Павловка, как и весь район, расположен в поясе умеренно континентального климата с тёплым летом и относительно тёплой зимой (Dfb в классификации Кёппена).

## Население
| 2002 | 2010 |
| ---- | ---- |
| 18   | ↘8   |

## Инфраструктура
Личное подсобное хозяйство. В деревне 13 домов.

## Транспорт
Павловка находится в 9 км от автодороги регионального значения 38К-017 (Курск — Льгов — Рыльск — граница с Украиной), в 6,5 км от автодороги 38К-040 (Хомутовка — Рыльск — Глушково — Тёткино — граница с Украиной), в 0,5 км от автодороги межмуниципального значения 38Н-558 (Рыльск — Дурово — Ломакино — граница с Глушковским районом), в 14 км от ближайшей ж/д станции Рыльск (линия 358 км — Рыльск).
В 173 км от аэропорта имени В. Г. Шухова (недалеко от Белгорода).